# Oriental Dragon FC
El Oriental Dragon FC es un equipo de fútbol de Portugal que juega en la Liga Regional de Setubal, la quinta división de fútbol del país.

## Historia
Fue fundado el 9 de septiembre de 2014 en la ciudad de Almada del distrito de Setubal por WSports Seven de China, siendo éste el primer equipo procedente del país en jugar en Portugal. El club está afiliado a la Asociación de Fútbol de Setubal y está inscrito en la Federación Portuguesa de Fútbol con el número 5669.
En sus primeros años pasó jugando en las ligas distritales, hasta que en la temporada 2019/20 es campeón distrital y logra el ascenso al Campeonato de Portugal, la que es su primera participación en un torneo nacional.

## Palmarés
- Liga Regional de Setubal: 1

2019/20